# Exarcado Apostólico na Alemanha e Escandinávia para os Ucranianos
O Exarcado Apostólico na Alemanha e Escandinávia para os Ucranianos (em alemão:  Apostolisches Exarchat für Deutschland und Skandinavien) representa a Igreja Greco-Católica Ucraniana a seus fiéis na Alemanha, Dinamarca, Finlândia, Noruega e Suécia. Foi criado no dia 17 abril de 1959. Sua catedral é a Catedral da Santíssima Virgem e de Santo André. O atual exarco da circunscrição é Petro Kryk.

## Exarcas apostólicos anteriores
- Petro Kryk (03 de fevereiro de 2001 - presente)
- Platon Kornyljak (7 de julho de 1959 - 1 de novembro de 2000)